# Olympische Winterspiele 2006/Teilnehmer (Estland)
| Gelbes Symbol für Goldmedaillen mit stilisierten Olympischen Ringen | Graues Symbol für Silbermedaillen mit stilisierten Olympischen Ringen | Braundes Symbol für Bronzemedaillen mit stilisierten Olympischen Ringen |
| ------------------------------------------------------------------- | --------------------------------------------------------------------- | ----------------------------------------------------------------------- |
| 3                                                                   | —                                                                     | —                                                                       |

Estland nahm an den Olympischen Winterspielen 2006 im italienischen Turin mit einer Delegation von 28 Athleten teil. Die Hälfte ging bei Langlaufwettbewerben an den Start, in denen Estland alle drei bisher bei Olympischen Winterspielen gewonnenen Medaillen erzielt hat.

## Flaggenträger
Die Biathletin Eveli Saue trug die Flagge Estlands während der Eröffnungsfeier. Bei der Abschlussfeier wurde sie von der Skilangläuferin Kristina Šmigun-Vähi getragen.

## Teilnehmer nach Sportarten

### Biathlon
Männer:
- Dimitri Borovik
10 km Sprint: 73. - 30:31,6 min (4 Schießfehler)
20 km Einzel: 70. - 1:03:25,8 h (5 Schießfehler)
4 × 7,5 km Staffel: 15. - 1:27:48,9 h (2 Schießfehler + 16 Nachlader)
- Roland Lessing
10 km Sprint: 58. - 29:30,7 min (2 Schießfehler)
12,5 km Verfolgung: 51. - +6:33,2 min (4 Schießfehler)
20 km Einzel: 62. - 1:02:31,2 h (5 Schießfehler)
4 × 7,5 km Staffel: 15. - 1:27:48,9 h (2 Schießfehler + 16 Nachlader)
- Janno Prants
10 km Sprint: 75. - 30:41,0 min (2 Schießfehler)
- Indrek Tobreluts
10 km Sprint: 40. - 28:47,5 min (1 Schießfehler)
12,5 km Verfolgung: 43. - +5:05,6 min (4 Schießfehler)
20 km Einzel: 66. - 1:02:43,6 h (5 Schießfehler)
4 × 7,5 km Staffel: 15. - 1:27:48,9 h (2 Schießfehler + 16 Nachlader)
- Priit Viks
20 km Einzel: 74. - 1:04:08,1 h (5 Schießfehler)
4 × 7,5 km Staffel: 15. - 1:27:48,9 h (2 Schießfehler + 16 Nachlader)

Frauen:
- Eveli Saue
7,5 km Sprint: 47. - 24:55,4 min (1 Schießfehler)
10 km Verfolgung: ausgeschieden
15 km Einzel: 73. - 1:00:53,6 h (5 Schießfehler)

### Eiskunstlauf
- Jelena Glebova
- Einzel, Damen: 28. Platz - 38,47 Pkt. (ausgeschieden nach Kurzprogramm)
- Diana Rennik/Aleksei Saks
Paarlauf: 17. Platz – 118,13 Pkt.

### Ski alpin
Männer:
- Deyvid Operja
Riesenslalom: im 2. Lauf ausgeschieden

Frauen:
- Tiiu Nurmberg
Riesenslalom: 34. - 2:25,09 min
Slalom: 44. - 1:42,98 min

### Ski nordisch

#### Langlauf
Männer:
- Erkki Jallai
- Kaspar Kokk
15 km klassisch: 35. Platz - 40:51,7 min
Doppelverfolgung: 19. Platz - 1:17:22,2 h
4 × 10 km Staffel: 8. Platz - 1:45:23,8 h
- Peeter Kümmel
Sprint Freistil: 38. Platz - 2:21,60 min (Qualifikation)
- Jaak Mae
15 km klassisch: 5. Platz - 38:35,2 min
4 × 10 km Staffel: 8. Platz - 1:45:23,8 h
- Priit Narusk
Sprint Freistil: 41. Platz - 2:22,19 min (Qualifikation)
15 km klassisch: 45. Platz - 41:35,8 min
Teamsprint klassisch: im Halbfinale als 7. ausgeschieden
- Raul Olle
- Aivar Rehemaa
Sprint Freistil: 54. Platz - 2:26,09 min (Qualifikation)
50 km Freistil: 35. Platz - 2:08:00,8 h
Doppelverfolgung: 32. Platz - 1:19:18,9 h
4 × 10 km Staffel: 8. Platz - 1:45:23,8 h
- Anti Saarepuu
Sprint Freistil: 4. im B-Finale und somit 8. Platz
Teamsprint klassisch: im Halbfinale als 7. ausgeschieden
- Andrus Veerpalu
15 km klassisch: Goldmedaille - 38:01,3 min
4 × 10 km Staffel: 8. Platz - 1:45:23,8 h

Frauen:
- Tatjana Mannima
Sprint Freistil: 41. Platz - 2:10,44 min (Qualifikation)
10 km klassisch: 51. Platz - 31:46,8 min
30 km Freistil: 41. Platz - 1:30:42,1 h
4 × 5 km Staffel: 17. Platz - 1:00:24,4 h
- Piret Pormeister
Sprint Freistil: 54. Platz - 2:24,67 min (Qualifikation)
4 × 5 km Staffel: 17. Platz - 1:00:24,4 h
Teamsprint klassisch: im Halbfinale als 8. ausgeschieden
- Kaili Sirge
Sprint Freistil: 47. Platz - 2:22,42 min (Qualifikation)
10 km klassisch: 56. Platz - 32:06,6 min
30 km Freistil: ausgeschieden
4 × 5 km Staffel: 17. Platz - 1:00:24,4 h
Teamsprint klassisch: im Halbfinale als 8. ausgeschieden
- Kristina Šmigun
Doppelverfolgung: Goldmedaille - 42:48,7 min
10 km klassisch: Goldmedaille - 27:51,4 min
30 km Freistil: 8. Platz - 1:23:22,5 h
- Silja Suija
10 km klassisch: 49. Platz - 31:40,9 min
4 × 5 km Staffel: 17. Platz - 1:00:24,4 h

#### Nordische Kombination
- Tambet Pikkor
Einzel (Normalschanze K106/15 km): 33. Platz, +4:55,3 min
Sprint (Großschanze K140/7,5 km): 32. Platz, +1:45,1 min

#### Skispringen
- Jaan Jüris
Normalschanze, Einzel: 50. Platz - 88,5 Pkt.
Großschanze, Einzel: 63. Platz - 52,2 Pkt. (Qualifikation)
- Jens Salumäe
Normalschanze, Einzel: 32. Platz - 112,0 Pkt.
Großschanze, Einzel: 23. Platz - 203,8 Pkt.

## Medaillen
|         | Gold | Silber | Bronze | Gesamt |
| ------- | ---- | ------ | ------ | ------ |
| Estland | 3    | 0      | 0      | 3      |